# Szentlőrinci Sportegyesület
Lo Szentlőrinci Sportegyesület è una squadra di calcio professionistica con sede a Szentlőrinc, contea di Baranya, Ungheria, che milita nella Nemzeti Bajnokság III, il terzo livello del calcio ungherese.

## Palmarès

### Competizioni nazionali
- Nemzeti Bajnokság III: 4

2005-2006, 2007-2008, 2008-2009, 2023-2024

## Rosa attuale
Aggiornata al 5 novembre 2020
| N° | Ruolo | Nazionalità | Calciatore                                     |
| -- | ----- | ----------- | ---------------------------------------------- |
| 1  | P     | HUN         | Norbert Pacéka                                 |
| 2  | A     | HUN         | Roland Frőhlich                                |
| 3  | C     | SRB         | Dávid Sinkovits (in prestito dal Bačka Topola) |
| 5  | D     | HUN         | Péter Czuczi                                   |
| 6  | C     | HUN         | Gergely Kapronczai (on loan from MTK Budapest) |
| 7  | C     | HUN         | Roland Vajda                                   |
| 8  | C     | HUN         | Márk Tóth                                      |
| 9  | C     | HUN         | Tamás Hleba                                    |
| 10 | C     | HUN         | István Harsányi                                |
| 11 | A     | HUN         | Kristóf Kondor                                 |
| 12 | P     | HUN         | Tamás Hajagos                                  |
| 13 | D     | HUN         | Roland Lehoczky (in prestito dal MTK Budapest) |
| 14 | D     | HUN         | Bence Keresztes                                |
| 15 | P     | HUN         | Balázs Slakta                                  |

| N° | Ruolo | Nazionalità | Calciatore                                     |
| -- | ----- | ----------- | ---------------------------------------------- |
| 16 | A     | HUN         | Péter Törőcsik (in prestito dal MTK Budapest)  |
| 17 | D     | HUN         | Barnabás Nagy (in prestito dal MTK Budapest)   |
| 18 | A     | HUN         | Dávid Kovács                                   |
| 19 | D     | HUN         | Attila Havas                                   |
| 20 | C     | HUN         | András Aszalós                                 |
| 21 | D     | HUN         | Róbert Molnár                                  |
| 22 | A     | SRB         | Luka Šili (in prestito dal III.Kerület)        |
| 25 | D     | HUN         | Dávid Forgács (in prestito dal Paks)           |
| 26 | D     | HUN         | Martin Dulló                                   |
| 29 | A     | HUN         | Alexander Torvund (in prestito dal Mezőkövesd) |
| 30 | A     | SRB         | Miloš Lakušić                                  |
| 31 | C     | SRB         | Nemanja Nikić                                  |
| 33 | C     | KSV         | Drilon Cenaj                                   |